# Giải bóng đá U-19 Quốc gia 2014
Giải bóng đá U19 quốc gia Việt Nam 2014 có tên gọi chính thức: Giải bóng đá U19 Quốc gia - Cúp Tôn Hoa Sen 2014, là mùa giải thứ 9 do VFF tổ chức. Giải đấu này diễn ra theo hai giai đoạn, vòng loại sẽ khởi tranh từ ngày 9/2/2014 và kết thúc vào ngày 3/3/2014 theo hai lượt đi và về. Vòng chung kết sẽ diễn ra từ ngày 9/3 đến ngày 19/3/2014. Tập đoàn Tôn Hoa Sen tiếp tục là nhà tài trợ cho giải đấu lần thứ hai liên tiếp.

## Điều lệ
21 đội bóng được chia đều vào 4 bảng theo khu vực địa lý để thi đấu như sau:
- Bảng A: Do Trung tâm bóng đá Viettel đăng cai tổ chức, gồm 6 đội: Viettel, Hà Nội T&T, Nam Định, Than Quảng Ninh, XM The Visai Ninh Bình, XM Vicem Hải Phòng.
- Bảng B: Do CLB bóng đá Sông Lam Nghệ An đăng cai tổ chức, gồm 5 đội: Sông Lam Nghệ An, Huế, QNK Quảng Nam, SHB Đà Nẵng, Thanh Hóa.
- Bảng C: Do Công ty cổ phần thể thao Hoàng Anh Gia Lai đăng cai tổ chức, gồm 5 đội: Hoàng Anh Gia Lai, Bình Định, Khánh Hòa, Tây Ninh, Tp Hồ Chí Minh.
- Bảng D: Do Công ty cổ phần thể thao bóng đá Becamex Bình Dương đăng cai tổ chức, gồm 5 đội: Becamex Bình Dương, An Giang, Cần Thơ, Long An, TĐCS Đồng Tháp.

Các đội sẽ thi đấu vòng tròn hai lượt tính điểm, xếp hạng ở mỗi bảng để chọn 8 đội vào thi đấu ở Vòng chung kết, trong đó có 4 đội xếp thứ nhất và 4 đội xếp thứ nhì của 4 bảng.
8 đội xuất sắc lọt vào Vòng chung kết sẽ chia thành 2 nhóm A và B, mỗi nhóm 4 đội thi đấu vòng tròn một lượt, chọn 2 đội đứng đầu mỗi nhóm vào thi đấu Bán kết. Hai đội thua Bán kết đồng xếp Hạng Ba, hai đội thắng bán kết sẽ thi đấu trận Chung kết.

## Vòng loại

### Kết quả bảng A
| Lượt đi | Lượt đi   | Lượt đi | Trận                     | Trận | Trận                     | Lượt về | Lượt về   | Lượt về |
| ------- | --------- | ------- | ------------------------ | ---- | ------------------------ | ------- | --------- | ------- |
| Vòng    | Ngày      | Tỷ số   | Đội 1                    | -    | Đội 2                    | Tỷ số   | Ngày      | Vòng    |
| Vòng 1  | 9/2/2014  | 4-0     | U19 Viettel              | -    | U19 Vicem Hải Phòng      | 1-0     | 22/2/2014 | Vòng 6  |
| Vòng 1  | 9/2/2014  | 4-2     | U19 The Vissai Ninh Bình | -    | U19 Nam Định             | 1-2     | 22/2/2014 | Vòng 6  |
| Vòng 1  | 9/2/2014  | 1-1     | U19 Than Quảng Ninh      | -    | U19 Hà Nội T&T           | 2-1     | 22/2/2014 | Vòng 6  |
| Vòng 2  | 11/2/2014 | 0-4     | U19 Vicem Hải Phòng      | -    | U19 The Vissai Ninh Bình | 0-5     | 25/2/2014 | Vòng 7  |
| Vòng 2  | 11/2/2014 | 0-0     | U19 Nam Định             | -    | U19 Than Quảng Ninh      | 0-1     | 25/2/2014 | Vòng 7  |
| Vòng 2  | 11/2/2014 | 0-0     | U19 Hà Nội T&T           | -    | U19 Viettel              | 1-0     | 25/2/2014 | Vòng 7  |
| Vòng 3  | 14/2/2014 | 4-0     | U19 Viettel              | -    | U19 Nam Định             | 2-1     | 28/2/2014 | Vòng 8  |
| Vòng 3  | 14/2/2014 | 0-4     | U19 Vicem Hải Phòng      | -    | U19 Hà Nội T&T           | 0-2     | 28/2/2014 | Vòng 8  |
| Vòng 3  | 14/2/2014 | 3-2     | U19 The Vissai Ninh Bình | -    | U19 Than Quảng Ninh      | 0-1     | 28/2/2014 | Vòng 8  |
| Vòng 4  | 17/2/2014 | 3-1     | U19 Than Quảng Ninh      | -    | U19 Vicem Hải Phòng      | 2-1     | 3/3/2014  | Vòng 9  |
| Vòng 4  | 17/2/2014 | 0-3     | U19 The Vissai Ninh Bình | -    | U19 Viettel              | 0-2     | 3/3/2014  | Vòng 9  |
| Vòng 4  | 17/2/2014 | 0-0     | U19 Hà Nội T&T           | -    | U19 Nam Định             | 1-0     | 3/3/2014  | Vòng 9  |
| Vòng 5  | 20/2/2014 | 4-0     | U19 Hà Nội T&T           | -    | U19 The Vissai Ninh Bình | 2-1     | 6/3/2014  | Vòng 10 |
| Vòng 5  | 20/2/2014 | 2-1     | U19 Nam Định             | -    | U19 Vicem Hải Phòng      | 2-2     | 6/3/2014  | Vòng 10 |
| Vòng 5  | 20/2/2014 | 2-1     | U19 Viettel              | -    | U19 Than Quảng Ninh      | 3-1     | 6/3/2014  | Vòng 10 |

### Kết quả bảng B
| Lượt đi | Lượt đi   | Lượt đi | Trận                 | Trận | Trận                 | Lượt về | Lượt về   | Lượt về |
| ------- | --------- | ------- | -------------------- | ---- | -------------------- | ------- | --------- | ------- |
| Vòng    | Ngày      | Tỷ số   | Đội 1                | -    | Đội 2                | Tỷ số   | Ngày      | Vòng    |
| Vòng 1  | 9/2/2014  | 1-2     | U19 Huế              | -    | U19 Thanh Hóa        | 0-5     | 2/3/2014  | Vòng 9  |
| Vòng 1  | 9/2/2014  | 2-2     | U19 Sông Lam Nghệ An | -    | U19 SHB Đà Nẵng      | 0-0     | 2/3/2014  | Vòng 9  |
| Vòng 2  | 11/2/2014 | 0-2     | U19 Thanh Hóa        | -    | U19 Sông Lam Nghệ An | 0-2     | 22/2/2014 | Vòng 6  |
| Vòng 2  | 11/2/2014 | 1-0     | U19 QNK Quảng Nam    | -    | U19 Huế              | 2-3     | 22/2/2014 | Vòng 6  |
| Vòng 3  | 14/2/2014 | 2-2     | U19 Huế              | -    | U19 SHB Đà Nẵng      | 1-0     | 27/2/2014 | Vòng 8  |
| Vòng 3  | 14/2/2014 | 2-0     | U19 Thanh Hóa        | -    | U19 QNK Quảng Nam    | 1-0     | 27/2/2014 | Vòng 8  |
| Vòng 4  | 17/2/2014 | 0-2     | U19 QNK Quảng Nam    | -    | U19 Sông Lam Nghệ An | 1-0     | 4/3/2014  | Vòng 10 |
| Vòng 4  | 17/2/2014 | 2-2     | U19 SHB Đà Nẵng      | -    | U19 Thanh Hóa        | 1-2     | 4/3/2014  | Vòng 10 |
| Vòng 5  | 20/2/2014 | 2-0     | U19 SHB Đà Nẵng      | -    | U19 QNK Quảng Nam    | 2-0     | 24/2/2014 | Vòng 7  |
| Vòng 5  | 20/2/2014 | 1-0     | U19 Sông Lam Nghệ An | -    | U19 Huế              | 4-0     | 24/2/2014 | Vòng 7  |

### Kết quả bảng C
| Lượt đi | Lượt đi   | Lượt đi | Trận                   | Trận | Trận                   | Lượt về | Lượt về   | Lượt về |
| ------- | --------- | ------- | ---------------------- | ---- | ---------------------- | ------- | --------- | ------- |
| Vòng    | Ngày      | Tỷ số   | Đội 1                  | -    | Đội 2                  | Tỷ số   | Ngày      | Vòng    |
| Vòng 1  | 10/2/2014 | 2-0     | U19 Sanatech Khánh Hòa | -    | U19 Bình Định          | 3-0     | 24/2/2014 | Vòng 7  |
| Vòng 1  | 10/2/2014 | 4-2     | U19 Hoàng Anh Gia Lai  | -    | U19 TP. Hồ Chí Minh    | 6-0     | 24/2/2014 | Vòng 7  |
| Vòng 2  | 12/2/2014 | 1-4     | U19 Bình Định          | -    | U19 Hoàng Anh Gia Lai  | 2-2     | 5/3/2014  | Vòng 10 |
| Vòng 2  | 12/2/2014 | 1-1     | U19 Tây Ninh           | -    | U19 Sanatech Khánh Hòa | 2-1     | 5/3/2014  | Vòng 10 |
| Vòng 3  | 15/2/2014 | 1-0     | U19 Sanatech Khánh Hòa | -    | U19 TP. Hồ Chí Minh    | 1-0     | 27/2/2014 | Vòng 8  |
| Vòng 3  | 15/2/2014 | 1-1     | U19 Bình Định          | -    | U19 Tây Ninh           | 5-1     | 27/2/2014 | Vòng 8  |
| Vòng 4  | 17/2/2014 | 0-6     | U19 Tây Ninh           | -    | U19 Hoàng Anh Gia Lai  | 1-7     | 22/2/2014 | Vòng 6  |
| Vòng 4  | 17/2/2014 | 0-2     | U19 TP. Hồ Chí Minh    | -    | U19 Bình Định          | 4-1     | 22/2/2014 | Vòng 6  |
| Vòng 5  | 20/2/2014 | 2-0     | U19 TP. Hồ Chí Minh    | -    | U19 Tây Ninh           | 1-5     | 2/3/2014  | Vòng 9  |
| Vòng 5  | 20/2/2014 | 1-1     | U19 Hoàng Anh Gia Lai  | -    | U19 Sanatech Khánh Hòa | 4-1     | 2/3/2014  | Vòng 9  |

### Kết quả bảng D
| Lượt đi | Lượt đi   | Lượt đi | Trận                   | Trận | Trận                   | Lượt về | Lượt về   | Lượt về |
| ------- | --------- | ------- | ---------------------- | ---- | ---------------------- | ------- | --------- | ------- |
| Vòng    | Ngày      | Tỷ số   | Đội 1                  | -    | Đội 2                  | Tỷ số   | Ngày      | Vòng    |
| Vòng 1  | 10/2/2014 | 3-3     | U19 Cần Thơ            | -    | U19 TĐCS Đồng Tháp     | 0-4     | 22/2/2014 | Vòng 6  |
| Vòng 1  | 10/2/2014 | 2-1     | U19 Becamex Bình Dương | -    | U19 An Giang           | 1-2     | 22/2/2014 | Vòng 6  |
| Vòng 2  | 12/2/2014 | 2-3     | U19 TĐCS Đồng Tháp     | -    | U19 Becamex Bình Dương | 1-0     | 25/2/2013 | Vòng 7  |
| Vòng 2  | 12/2/2014 | 4-2     | U19 Long An            | -    | U19 Cần Thơ            | 0-3     | 25/2/2013 | Vòng 7  |
| Vòng 3  | 15/2/2014 | 0-4     | U19 Cần Thơ            | -    | U19 An Giang           | 1-2     | 27/2/2014 | Vòng 8  |
| Vòng 3  | 15/2/2014 | 4-1     | U19 TĐCS Đồng Tháp     | -    | U19 Long An            | 2-2     | 27/2/2014 | Vòng 8  |
| Vòng 4  | 17/2/2014 | 3-6     | U19 Long An            | -    | U19 Becamex Bình Dương | 2-3     | 2/3/2014  | Vòng 9  |
| Vòng 4  | 17/2/2014 | 2-0     | U19 An Giang           | -    | U19 TĐCS Đồng Tháp     | 2-2     | 2/3/2014  | Vòng 9  |
| Vòng 5  | 20/2/2014 | 2-2     | U19 An Giang           | -    | U19 Long An            | 0-3     | 4/3/2014  | Vòng 10 |
| Vòng 5  | 20/2/2014 | 3-1     | U19 Becamex Bình Dương | -    | U19 Cần Thơ            | 2-2     | 4/3/2014  | Vòng 10 |

### Bảng xếp hạng bảng A
| Thư tự | Đội                      | Trận | Thắng | Hòa | Thua | Bàn thắng | Bàn bại | Hiệu số | Điểm | Kết quả                |
| 1      | U19 Viettel              | 10   | 8     | 1   | 1    | 21        | 2       | +19     | 25   | Tham dự vòng chung kết |
| 2      | U19 Hà Nội T&T           | 10   | 6     | 3   | 1    | 16        | 4       | +12     | 21   | Tham dự vòng chung kết |
| 3      | U19 Than Quảng Ninh      | 10   | 5     | 2   | 3    | 14        | 12      | 2       | 17   |                        |
| 4      | U19 The Vissai Ninh Bình | 10   | 4     | 0   | 6    | 18        | 18      | 0       | 12   |                        |
| 5      | U19 Nam Định             | 10   | 2     | 3   | 5    | 9         | 16      | -7      | 9    |                        |
| 6      | U19 Vicem Hải Phòng      | 10   | 0     | 1   | 9    | 5         | 29      | -14     | 1    |                        |

### Bảng xếp hạng bảng B
| Thư tự | Đội                  | Trận | Thắng | Hòa | Thua | Bàn thắng | Bàn bại | Hiệu số | Điểm | Kết quả                |
| 1      | U19 Sông Lam Nghệ An | 8    | 5     | 2   | 1    | 13        | 3       | +10     | 17   | Tham dự vòng chung kết |
| 2      | U19 Thanh Hóa        | 8    | 5     | 1   | 2    | 14        | 8       | +6      | 16   | Tham dự vòng chung kết |
| 3      | U19 SHB Đà Nẵng      | 8    | 2     | 4   | 2    | 11        | 9       | +2      | 10   |                        |
| 4      | U19 Huế              | 8    | 2     | 1   | 5    | 7         | 17      | -10     | 7    |                        |
| 5      | U19 QNK Quảng Nam    | 8    | 2     | 0   | 6    | 4         | 12      | -8      | 6    |                        |

### Bảng xếp hạng bảng C
| Thư tự | Đội                    | Trận | Thắng | Hòa | Thua | Bàn thắng | Bàn bại | Hiệu số | Điểm | Kết quả                |
| 1      | U19 Hoàng Anh Gia Lai  | 8    | 6     | 2   | 0    | 34        | 8       | +26     | 20   | Tham dự vòng chung kết |
| 2      | U19 Sanatech Khánh Hòa | 8    | 4     | 2   | 2    | 11        | 8       | +3      | 14   | Tham dự vòng chung kết |
| 3      | U19 Bình Định          | 8    | 3     | 2   | 3    | 15        | 14      | +1      | 11   |                        |
| 4      | U19 Tây Ninh           | 8    | 2     | 2   | 4    | 11        | 24      | -13     | 8    |                        |
| 5      | U19 TP. Hồ Chí Minh    | 8    | 1     | 0   | 7    | 6         | 23      | -17     | 3    |                        |

### Bảng xếp hạng bảng D
| Thư tự | Đội                    | Trận | Thắng | Hòa | Thua | Bàn thắng | Bàn bại | Hiệu số | Điểm | Kết quả                |
| 1      | U19 Becamex Bình Dương | 8    | 5     | 1   | 2    | 20        | 14      | +6      | 16   | Tham dự vòng chung kết |
| 2      | U19 An Giang           | 8    | 4     | 2   | 2    | 15        | 11      | +4      | 14   | Tham dự vòng chung kết |
| 3      | U19 TĐCS Đồng Tháp     | 8    | 3     | 3   | 2    | 18        | 13      | +5      | 12   |                        |
| 4      | U19 Long An            | 8    | 2     | 2   | 4    | 17        | 22      | -5      | 8    |                        |
| 5      | U19 Cần Thơ            | 8    | 1     | 2   | 5    | 12        | 12      | -8      | 5    |                        |

Kết thúc vòng loại 8 đội sau đây được tham dự vòng chung kết.
| Thư tự | Đội                    | Kết quả     |
| 1      | U19 Viettel            | Nhất bảng A |
| 2      | U19 Hà Nội T&T         | Nhì bảng A  |
| 3      | U19 Sông Lam Nghệ An   | Nhất bảng B |
| 4      | U19 Thanh Hóa          | Nhì bảng B  |
| 5      | U19 Hoàng Anh Gia Lai  | Nhất bảng C |
| 6      | U19 Sanatech Khánh Hoà | Nhì Bảng C  |
| 7      | U19 Becamex Bình Dươn  | Nhất bảng D |
| 8      | U19 An Giang           | Nhì Bảng D  |

## Vòng chung kết
Tất cả các trận đấu đều diễn ra trên Sân vận động Pleiku và Trung tâm huấn luyện Hàm Rồng ở thành phố Pleiku, tỉnh Gia Lai.

### Các trận đấu bảng A
| 12 tháng 3 năm 2014 | U19 Hoàng Anh Gia Lai                 | 3–1      | U19 An Giang | Pleiku                            |  |
| 16:00               | Kiên Quyết 12'' · Minh Toàn 38'' 50'' | Chi tiết | Tài Lộc 62'' | Sân vận động: Sân vận động Pleiku |  |

| 12 tháng 3 năm 2014 | U19 Viettel | 2–0      | U19 Thanh Hóa                          | Pleiku                            |  |
| 18:30               |             | Chi tiết | 63'' (Phản lưới nhà) · Duy Thường 77'' | Sân vận động: Sân vận động Pleiku |  |

| 14 tháng 3 năm 2014 | U19 An Giang                 | 1–3      | U19 Viettel                                           | Pleiku                            |  |
| 15:30               | Thanh Tâm 70'' · Gia Nam 41' | Chi tiết | Bùi Tiến Dũng 2'' · Văn Hào 15'' · Đàm Tiến Dũng 32'' | Sân vận động: Sân vận động Pleiku |  |

| 14 tháng 3 năm 2014 | U19 Hoàng Anh Gia Lai | 1–1      | U19 Thanh Hóa   | Pleiku                            |  |
| 18:00               | Việt Hưng 57''        | Chi tiết | Thanh Bình 38'' | Sân vận động: Sân vận động Pleiku |  |

| 16 tháng 3 năm 2014 | U19 Hoàng Anh Gia Lai                                   | 4–2      | U19 Viettel           | Pleiku                                |  |
| 15:00               | Minh Vương 33'' 64'' · Thành Long 61'' · Thanh Sơn 87'' | Chi tiết | Văn Hào 77'' · 90'+2' | Sân vận động: Sân vận động Hàm Rồng 1 |  |

| 16 tháng 3 năm 2014 | U19 An Giang | 0–0      | U19 Thanh Hóa | Kon Tum                            |  |
| 15:00               |              | Chi tiết |               | Sân vận động: Sân vận động Kon Tum |  |

### Các trận đấu bảng B
| 13 tháng 3 năm 2014 | U19 Sông Lam Nghệ An | 1–1      | U19 Hà Nội T&T  | Pleiku                            |  |
| 15:30               | Văn Đức 44''         | Chi tiết | Việt Triều 86'' | Sân vận động: Sân vận động Pleiku |  |

| 13 tháng 3 năm 2014 | U19 Becamex Bình Dương | 1–1      | U19 Sanatech Khánh Hòa | Pleiku                            |  |
| 18:00               | Anh Tỉ 76''            | Chi tiết | Đình Khương 84''       | Sân vận động: Sân vận động Pleiku |  |

| 15 tháng 3 năm 2014 | U19 Becamex Bình Dương | 1–2      | U19 Hà Nội T&T                      | Pleiku                                |  |
| 15:00               | Tiến Linh 73''         | Chi tiết | Quang Hải 10'' · Trần Văn Kiên 17'' | Sân vận động: Sân vận động Hàm Rồng 1 |  |

| 15 tháng 3 năm 2014 | U19 Sanatech Khánh Hòa | 1–2      | U19 Sông Lam Nghệ An | Pleiku                                |  |
| 15:00               | Đoàn Công Thành 78''   | Chi tiết | Hồ Tuấn Tài 5'' 18'' | Sân vận động: Sân vận động Hàm Rồng 2 |  |

| 17 tháng 3 năm 2014 | U19 Becamex Bình Dương | 0–4      | U19 Sông Lam Nghệ An                                                     | Pleiku                                |  |
| 15:00               |                        | Chi tiết | Nguyễn Viết Nguyên 45'+1' · Văn Đức 46'' · Tuấn Tài 57'' · Hữu Tuấn 76'' | Sân vận động: Sân vận động Hàm Rồng 1 |  |

| 17 tháng 3 năm 2014 | U19 Hà Nội T&T                               | 2–2      | U19 Sanatech Khánh Hòa           | Pleiku                            |  |
| 15:00               | Văn Giang 71'' · Hữu Sơn 76'' · Đình Bảo 69' | Chi tiết | Văn Tùng 42'' · Đình Khương 44'' | Sân vận động: Sân vận động Pleiku |  |

### Bảng xếp hạng
Bảng A
| Thư tự | Đội                   | Trận | Thắng | Hòa | Thua | Bàn thắng | Bàn bại | Hiệu số | Điểm | Kết quả              |
| 1      | U19 Hoàng Anh Gia Lai | 3    | 2     | 1   | 0    | 8         | 4       | +4      | 7    | Tham dự vòng bán kết |
| 2      | U19 Viettel           | 3    | 2     | 0   | 1    | 7         | 5       | +2      | 6    | Tham dự vòng bán kết |
| 3      | U19 Thanh Hóa         | 3    | 0     | 2   | 1    | 1         | 3       | -2      | 2    |                      |
| 4      | U19 An Giang          | 3    | 0     | 1   | 2    | 2         | 6       | -4      | 1    |                      |

Bảng B
| Thư tự | Đội                    | Trận | Thắng | Hòa | Thua | Bàn thắng | Bàn bại | Hiệu số | Điểm | Kết quả              |
| 1      | U19 Sông Lam Nghệ An   | 3    | 2     | 1   | 0    | 7         | 2       | +5      | 7    | Tham dự vòng bán kết |
| 2      | U19 Hà Nội T&T         | 3    | 1     | 2   | 0    | 5         | 4       | +1      | 5    | Tham dự vòng bán kết |
| 3      | U19 Sanatech Khánh Hòa | 3    | 0     | 2   | 1    | 4         | 5       | -1      | 2    |                      |
| 4      | U19 Becamex Bình Dương | 3    | 0     | 1   | 2    | 2         | 7       | -5      | 1    |                      |

## Vòng bán kết
| 19 tháng 3 năm 2014 Bán kết 1 giải bóng đá U19 quốc gia Việt Nam 2014 | U19 Hoàng Anh Gia Lai | 1–2      | U19 Hà Nội T&T                | Pleiku, Gia Lai                   |  |
| 16:00                                                                 | Minh Toàn 83'         | Chi tiết | Duy Mạnh 24' · Hữu Trường 27' | Sân vận động: Sân vận động Pleiku |  |

| 19 tháng 3 năm 2014 Bán kết 2 giải bóng đá U19 quốc gia Việt Nam 2014 | U19 Sông Lam Nghệ An | 1–1 (3 - 1 p) | U19 Viettel  | Pleiku, Gia Lai                   |  |
| 18:30                                                                 | Xuân Mạnh 70'        | Chi tiết      | Công Sơn 55' | Sân vận động: Sân vận động Pleiku |  |

## Trận chung kết
| 21 tháng 3 năm 2014 Trận chung kết giải bóng đá U19 quốc gia Việt Nam 2014 | U19 Hà Nội T&T | 0–0 (5 - 4 p) | U19 Sông Lam Nghệ An | Pleiku, Gia Lai                   |  |
| 16:00                                                                      |                | Chi tiết      |                      | Sân vận động: Sân vận động Pleiku |  |

## Tổng kết mùa giải
- Đội vô địch: U19 Hà Nội T&T
- Đội thứ Nhì: U19 Sông Lam Nghệ An
- Đồng giải Ba: U19 Hoàng Anh Gia Lai và U19 Viettel
- Giải phong cách: U19 Hoàng Anh Gia Lai
- Cầu thủ ghi nhiều bàn thắng nhất Vòng chung kết: Hồ Tuấn Tài (10-Sông Lam Nghệ An) và Hồ Minh Toàn (12-Hoàng Anh Gia Lai) (3 bàn).
- Thủ môn xuất sắc nhất Vòng chung kết: Quang Tuấn (25-Hà Nội T&T)
- Cầu thủ xuất sắc nhất Vòng chung kết: Nguyễn Quang Hải (11-Hà Nội T&T).